# Битва при Кирине
Битва при Кирине (также известная как Битва при Крине или Осада Карины) — сражение между армией Сосо под предводительством Сумаоро Канте и армией Мандинка под предводительством Сундиаты Кейта. Битва положила начало Империи Мали и её господству в Западной Африке.

## Предпосылки
После политического вмешательства Альморавидов в дела Империи Гана в XI веке и её падения в конце XII века, образовался вакуум власти, который поспешили занять князья Сосо, Каньяага и Мандинка. Под предводительством Сумаоро Канте, Сосо заняли Кумби-Сале, бывшую столицу Ганы и стали расширять свои владения вокруг, захватив в том числе Мандинка.

## Битва
Изгнанный принц Мандинка Сундиата Кейта организовал коалицию из мелких королевств, дабы противостоять нарастающей силе Империи Сосо. В 1235 году армии обеих сторон встретились у города Кирина (нынешний регион Куликоро, Мали). Армия Сосо была разбита и мандинка победным маршем дошли до Кумби-Сале и захватили его, положив конец Империи Сосо и начало Империи Мали.

## Последствия
Биография Сундиаты Кейта, в том числе ход битвы, изложена в Эпосе о Сундиате. В нём говорится о том, что Сумаоро Канте был колдуном и кровожадным тираном, угнетавшим мандинка. Однако Сундиата узнаёт, что убить Сумаоро можно, если поразить его стрелой с наконечником из шпоры белого петуха. Во время битвы Сумаоро сбежал с поля боя и скрылся в горах Куликоро.
Конечно, возможно что-то из этого является правдой, однако это лишь устное предание и мы не можем ему доверять полностью из-за большого количества мифических качеств, приписываемых персонажам.